# Franz von Baader
Benedict Franz Xaver von Baader (Monaco di Baviera, 27 marzo 1765 – Monaco di Baviera, 23 maggio 1841) è stato un ingegnere, filosofo e medico tedesco, fratello di Joseph von Baader.

## Biografia
Figlio del medico personale del principe elettore, dal 1781 al 1784 studiò medicina e scienze naturali a Ingolstadt e a Vienna. Dopodiché aprì uno studio medico a Monaco ma lasciò il proprio lavoro nel 1786. Dal 1788 studiò alla Bergakademie di Freiberg in Sassonia diventando ingegnere minerario. Dal 1792 al 1796 lavorò nelle miniere delle isole britanniche. A Monaco fu insignito dei titoli professionali e riconoscimenti onorifici di Bergrat nel 1799, Oberbergrat nel 1801 e Oberstbergrat 1807. Nel 1801 sposò Franziska von Reisky con la quale ebbe due figli. Nel 1805 fondò la Salin-Tafelglasfabrik una vetreria a Lambach nella Baviera orientale, dove applicò con successo un metodo di lavorazione del vetro. Nel 1808 fu ordinato membro dell'Accademia delle Scienze Bavarese. A Monaco, Baader rese pubblico uno scritto sulla situazione del proletariato per il quale viene annoverato tra i pionieri delle riforme sociali. Fece parte della Massoneria e fu membro degli Illuminati di Baviera col nome di "Celso".

## Filosofia
Le sue tarde opere filosofiche furono universalmente apprezzate. Le sue teorie e la sua raffigurazione di Jakob Böhme hanno influenzato particolarmente la filosofia naturale di Schelling, che inizialmente gli fu molto legato. Nella vecchiaia si sviluppò un dissidio tra i due. Baader è annoverato tra le figure centrali del romanticismo a Monaco di Baviera. Prese parte al circolo di Joseph Görres al quale temporaneamente appartenne anche il cattolico Ignaz von Döllinger. Dal 1826 Baader fu anche professore onorario di filosofia della Università di Monaco di Baviera, fondata di recente. Tenne lezioni di filosofia della religione e gnoseologia, come pure sulla filosofia naturale di Jacob Böhme. 
Baader era vicino al movimento religioso di Johann Michael Sailer e Johann Evangelista Goßner che discussero a fondo sulle nuove forme di ecumene. "Es könnte leicht von München aus wieder gut gemacht werden, was von Wittenberg aus verdorben war." (Werke, Bd. XV, S. 516) In occasione delle dispute sorte tra lo Stato Prussiano e la Chiesa Cattolica (Kölner Kirchenstreit), Baader fu un veemente oppositore dell'assolutismo ecclesiastico, per queste posizioni il ministro dell'interno bavarese Karl von Abel nel 1838 lo interdisse all'insegnamento di filosofia della religione.

## Opere
- (DE) Franz von Baader's sämmtliche Werke. 16 Bände. Hrsg. durch einen Verein von Freunden des Verewigten. H. Bethmann, Leipzig 1851-1860 (digitalizzazione completa)
- (DE) Schriften Franz von Baaders. Ausgewählt und herausgegeben von Max Pulver. Insel, Leipzig 1921
- (IT) Franz von Baader, Filosofia erotica, Introduz., traduz. e note di L. Procesi Xella. Milano, 1982, Rusconi Ed. Coll. I Classici del Pensiero
- Texte zur Naturphilosophie (1792–1808). Historisch-kritische kommentierte Ausgabe. Herausgegeben von Alberto Bonchino. Leiden/Paderborn 2021 (= Franz von Baader: Ausgewählte Werke, Bd. 1), ISBN 978-3-506-77937-3
- Texte zur Mystik und Theosophie (1808–1818). Historisch-kritische kommentierte Ausgabe. Herausgegeben von Alberto Bonchino. Leiden/Paderborn 2021 (= Franz von Baader: Ausgewählte Werke, Bd. 2), ISBN 978-3-506-78075-1
- Fermenta Cognitionis (1822–1825). Historisch-kritische kommentierte Ausgabe. Herausgegeben von Alberto Bonchino. Leiden/Paderborn 2024 (= Franz von Baader: Ausgewählte Werke, Bd. 3), ISBN 978-3-506-79027-9
- Vorlesungen über speculative Dogmatik (1828–1838). Historisch-kritische kommentierte Ausgabe. Herausgegeben von Alberto Bonchino. Leiden/Paderborn 2024 (= Franz von Baader: Ausgewählte Werke, Bd. 4), ISBN 978-3-506-79028-6